# Icona alba
Icona alba är en spindelart som beskrevs av Forster 1955. Icona alba ingår i släktet Icona och familjen klotspindlar. Inga underarter finns listade i Catalogue of Life.